# Ollon
Ollon je obec na jihozápadě Švýcarska, v okrese Aigle v kantonu Vaud. Žije zde přibližně 7 500 obyvatel.

## Geografie

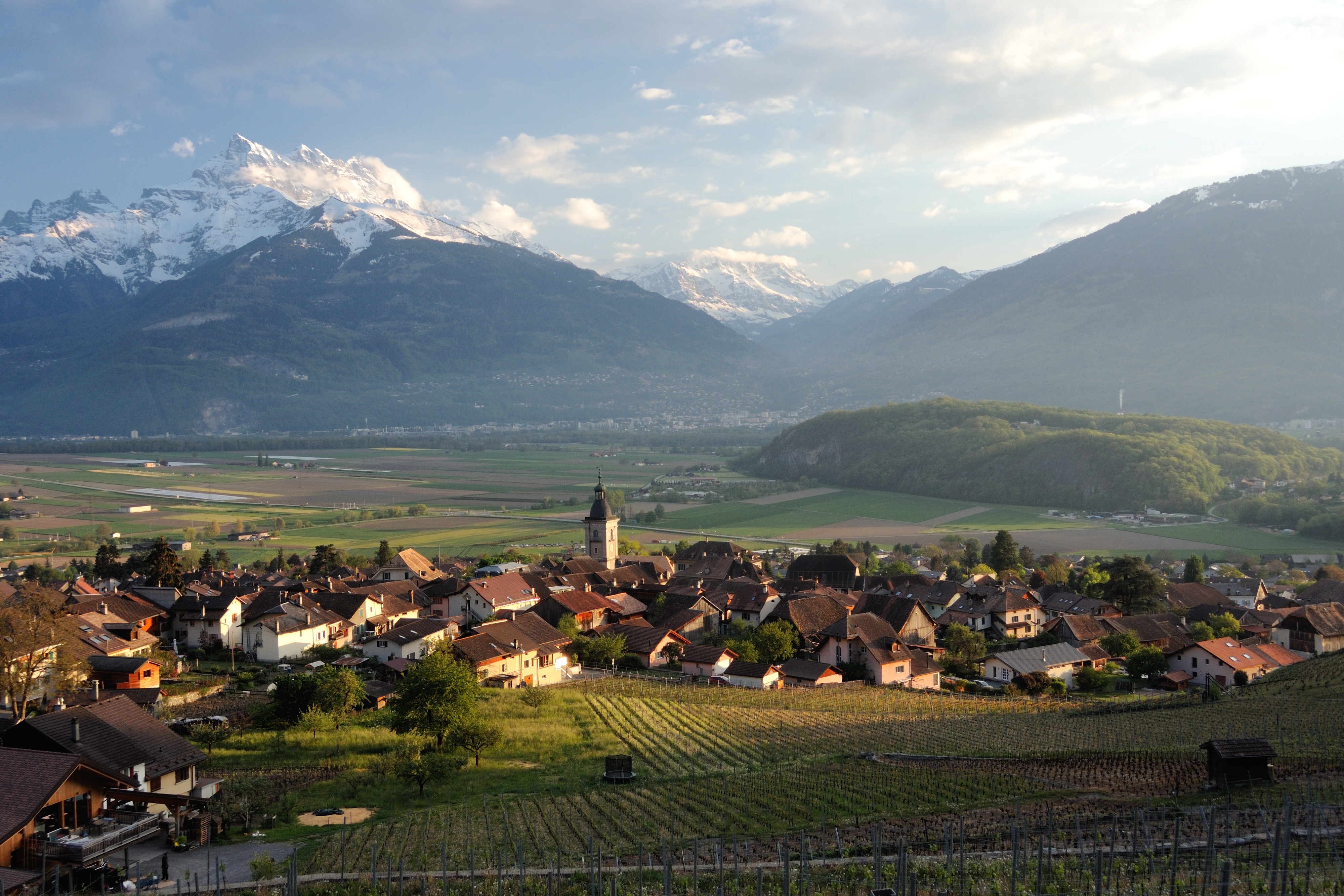
Pohled na obec; v pozadí masiv Dents du Midi

Ollon leží v nadmořské výšce 478 m, vzdušnou čarou 3 km jihovýchodně od okresního města Aigle. Obec se nachází na kuželu sutí potoka Bondet na úpatí svahu na východním okraji údolí Rhôny, v klimaticky chráněné poloze orientované k jihu na úpatí lesnatých kopců Bois de la Glaive.
Ollon je jednou z nejrozsáhlejších obcí kantonu. Území obce o rozloze 59,6 km² pokrývá část Vaudských Alp. Rozsáhlé území je na západě ohraničeno tokem řeky Rhôny. Odtud se území obce rozprostírá východním směrem po širokém dně údolí, v němž se zvedá izolovaná kopcovitá oblast Saint-Triphon (508 m n. m. v Charpigny). Na úpatí svahu se nachází plochý náplavový kužel Gryonne, který vždy tvoří jižní hranici, a suťový kužel Bondet. Mimo hlavní obce Ollon spadá do obce 23 dalších vesnic a vesniček, mj. Antagnes, Arveyes, Chesières, Huémoz, Panex, Saint-Triphon, Villars-sur-Ollon a rozptýlené letními osady (Bretaye, Les Closalets, La Barboleusaz).
Východní část obce zasahuje do Vaudských Alp a zahrnuje Le Chamossaire (2112 m n. m.) se dvěma horskými jezery Lac de Bretaye a Lac Noir. Na jižní straně tohoto pohoří se nachází vesnice Villars-sur-Ollon a Chesières vysoko nad údolím Gryonne a Rhôny. Severně od Chamossaire se rozkládá údolí Grande Eau, jehož horní okraj stále patří k Ollonu. Oblast se dále rozšiřuje na východ v úzkém pásu přes Chaux Ronde (2028 m n. m.) a silniční průsmyk Col de la Croix ke skalnatému západnímu úbočí Culanu, který je již součástí masivu Les Diablerets. Nejvyššího bodu Ollon se dosahuje na skalnatém úbočí Culanu ve výšce přibližně 2200 m n. m. V horách se nachází také nejvyšší bod Ollonu. V roce 1997 tvořila 9 % rozlohy obce zastavěná plocha, 45 % lesy a lesní porosty, 42 % zemědělství a něco málo přes 4 % neproduktivní půda. V obce se nachází 123 hektarů vinic.
Sousedními obcemi Ollonu jsou Aigle, Bex, Gryon, Ormont-Dessous a Ormont-Dessus v kantonu Vaud a Monthey a Collombey-Muraz v kantonu Valais.

## Historie

Letecký pohled (1952)

Městská část Ollonu byla osídlena velmi brzy. V údolí Rhôny byla objevena pohřebiště z doby bronzové a železné. V době římské tudy procházela důležitá obchodní cesta z Aventicum (Avenches) do Octodurum (Martigny).
První doložená zmínka o obci pochází z roku 516, kdy burgundský král Sigismund daroval tehdejší Aulonum nově založenému opatství Saint-Maurice. Později se objevily místní názvy Olonum (1025–1032), Oluns a také podoba Ulon (v jazyku patois, místním dialektu franko-provensálštiny).
Od první zmínky patřil Ollon k majetku opatství. Ve 13. století se postupně dostala pod vliv savojských hrabat. S dobytím panství Aigle Bernem v roce 1476 přešel Ollon pod správu panství Aigle, ale vždy tvořil samostatný mandát. Po pádu Staré konfederace patřila obec v letech 1798–1803 v období helvétského soustátí ke kantonu Léman, který byl poté po vstupu v platnost Ústavy o zprostředkování sloučen s kantonem Vaud. V roce 1798 byla přiřazena k okresu Aigle.
Na počátku 19. století usilovaly vysoko položené části obce (v okolí Huémozu, který byl dlouhou dobu nejvýznamnější horskou obcí nad Ollonem) o politickou nezávislost. Velká rada (kantonální parlament) Vaudu však této snaze nevyhověla. Již v 16. století byly v okolí Panexu objeveny solné doly a ložiska využívaly první švýcarské solné závody (opuštěné v roce 1832). Díky lepšímu dopravnímu spojení se Villars-sur-Ollon a Chesières ve druhé polovině 19. století rozvinuly ve významná turistická střediska.

## Obyvatelstvo
| Vývoj počtu obyvatel | Vývoj počtu obyvatel | Vývoj počtu obyvatel | Vývoj počtu obyvatel | Vývoj počtu obyvatel | Vývoj počtu obyvatel | Vývoj počtu obyvatel | Vývoj počtu obyvatel | Vývoj počtu obyvatel | Vývoj počtu obyvatel | Vývoj počtu obyvatel | Vývoj počtu obyvatel | Vývoj počtu obyvatel | Vývoj počtu obyvatel | Vývoj počtu obyvatel | Vývoj počtu obyvatel | Vývoj počtu obyvatel | Vývoj počtu obyvatel |
| -------------------- | -------------------- | -------------------- | -------------------- | -------------------- | -------------------- | -------------------- | -------------------- | -------------------- | -------------------- | -------------------- | -------------------- | -------------------- | -------------------- | -------------------- | -------------------- | -------------------- | -------------------- |
| Rok                  | 1764                 | 1850                 | 1860                 | 1870                 | 1880                 | 1888                 | 1900                 | 1910                 | 1920                 | 1930                 | 1941                 | 1950                 | 1960                 | 1970                 | 1980                 | 1990                 | 2000                 |
| Počet obyvatel       | 1982                 | 2875                 | 3051                 | 3054                 | 3047                 | 3252                 | 3428                 | 3383                 | 3478                 | 4023                 | 3708                 | 4006                 | 4126                 | 4470                 | 4429                 | 4918                 | 6257                 |

V roce 2000 hovořilo 79,2 % obyvatel obce francouzsky. Ke švýcarské reformované církvi se ve stejném roce hlásilo 41,6 % obyvatel, k církvi římskokatolické 30,7 % obyvatel. V roce 2008 žilo ve městě 32,7 % obyvatel cizí státní příslušnosti.

## Hospodářství

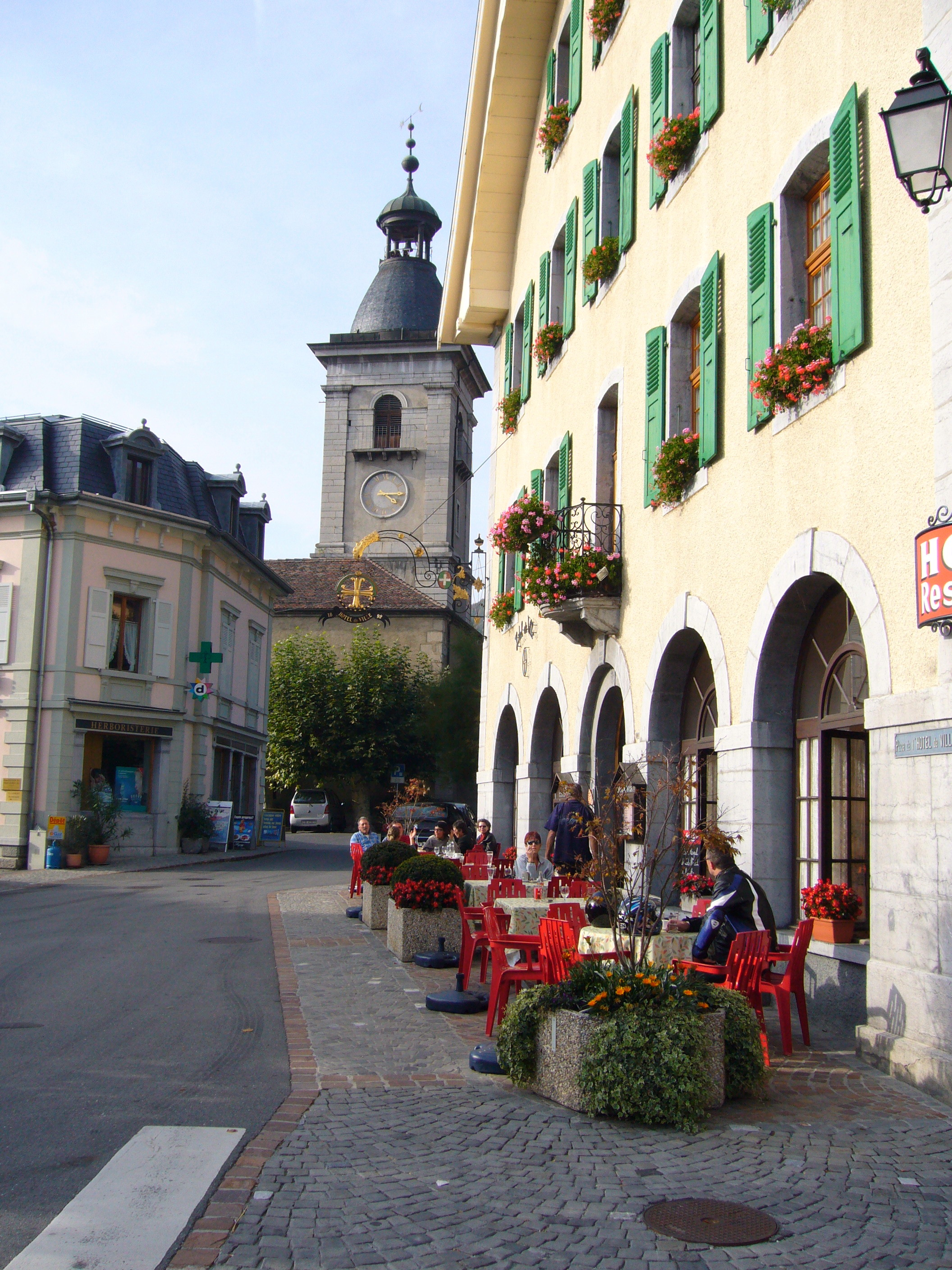
Centrum obce

Až do konce 19. století byl Ollon vesnicí, která se vyznačovala především zemědělstvím. Zhruba od roku 1840 se horní část obce v okolí Villars-sur-Ollon a Chesières rozvinula ve významné turistické středisko.
Zemědělství je i dnes díky rozsáhlému území obcí a různým nadmořským výškám velmi rozmanité. Rhônská nížina je charakteristická rozsáhlým orným zemědělstvím a ovocnářstvím. Na optimálně osluněných svazích u Ollonu, Verchiez a Sala a u Saint-Triphonu se pěstují vinice na celkové ploše asi 140 hektarů. Nad vinicemi se na svazích rozkládají kaštanové lesy. Ve vyšších polohách se pěstuje mléko a chová dobytek. Východně od Chamossaire a v oblasti Col de la Croix se nacházejí rozsáhlé vysokohorské pastviny pro letní chov dobytka.
Průmysl se usadil především v rovině Rhôny, ale v Ollonu je ve srovnání se sousedními obcemi zastoupen jen nepatrně. Na kopcích v lokalitě Saint-Triphon se v několika lomech těžil černý vápenec, který byl v západním Švýcarsku hojně využíván pro architektonické účely a je známý jako Marbre de Saint-Triphon. Z tohoto kamene, který je jedním z nejvýznamnějších švýcarských architektonických materiálů, zhotovili kameníci mnoho kašnových mís, včetně Bernu. Kromě toho je obchod zaměřen především na potřeby cestovního ruchu. Po roce 1990 byly v blízkosti Ollonu provedeny zkušební vrty pro možné úložiště radioaktivního odpadu.

## Doprava

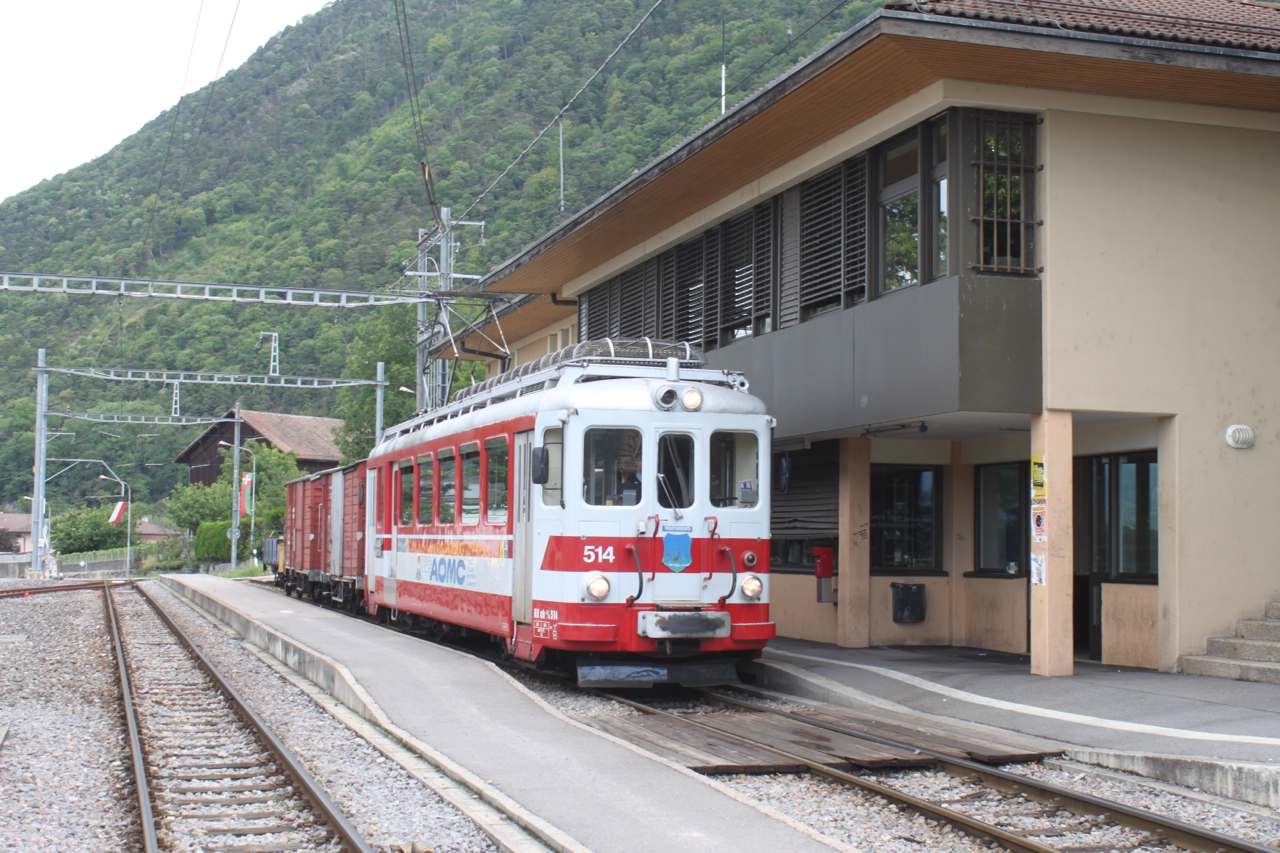
Vlak TPC ve stanici Ollon

Obec má velmi dobré dopravní spojení. Nachází se v blízkosti hlavní silnice č. 9, která vede z Lausanne přes Sion do průsmyku Simplonpass. U obce Ollon z ní odbočuje silnice do Villars-sur-Ollon. Nejbližší nájezd na dálnici A9 (Lausanne–Sion), která byla otevřena v roce 1970 a prochází obcí, je vzdálen asi 3 km od centra obce.
Dne 10. června 1857 byl slavnostně otevřen úsek železniční trati Villeneuve–Bex z Lausanne do Sionu (Simplonská dráha) se stanicí Saint-Triphon Gare. Obcí Ollon procházejí tři soukromé železnice, které dnes provozuje společnost Transports Publics du Chablais (TPC): Chemin de fer Aigle–Ollon–Monthey–Champéry (od 2. dubna 1907), Chemin de fer Aigle–Sépey–Diablerets (od 22. prosince 1913; se zastávkami Verchiez, Plambuit a Exergillod) a Chemin de fer Bex–Villars–Bretaye. Úsek Gryon – Villars-sur-Ollon byl zprovozněn 10. června 1901 a pokračování do La Bretaye bylo otevřeno v roce 1913.
Doplňkové spojení veřejnou dopravou zajišťují autobusové linky z Aigle přes Ollon do Villars-sur-Ollon a z Ollonu do Plambuit.
Ve stanici St-Triphon provozuje společnost SBB Cargo překladiště kombinované dopravy se dvěma kolejemi (celkem 200 metrů).

## Fotogalerie

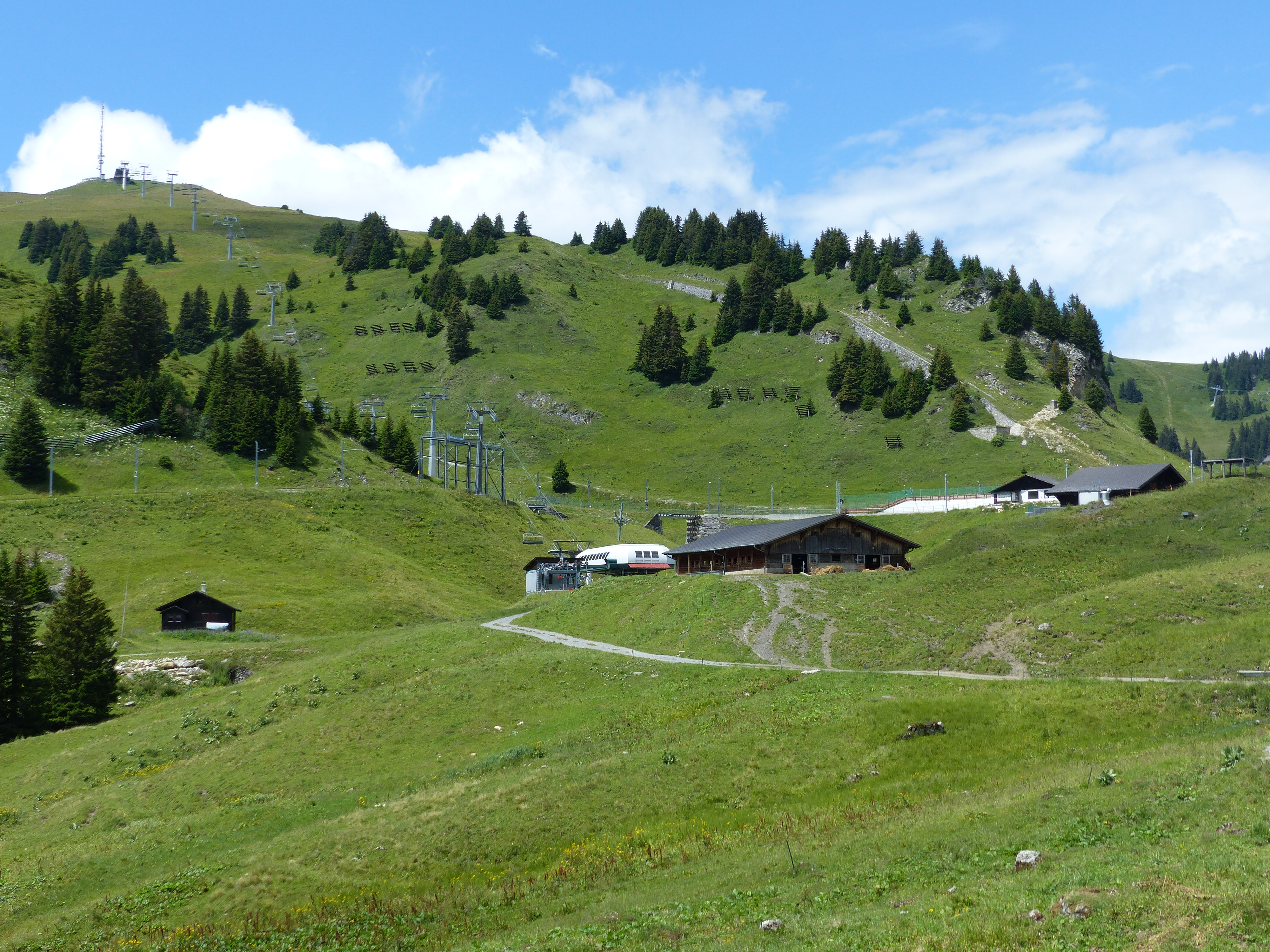
La Bretaye
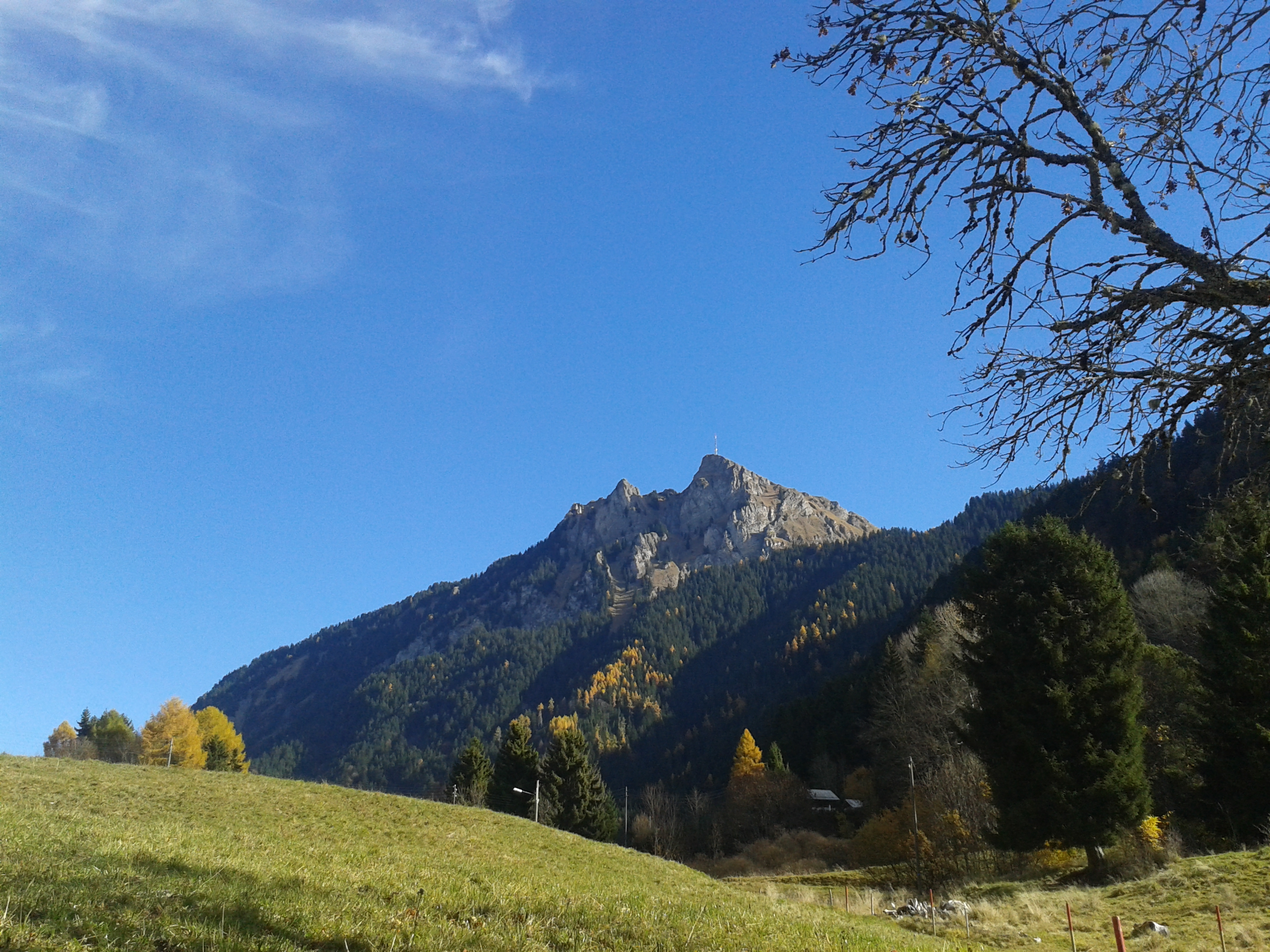
Chamossaire
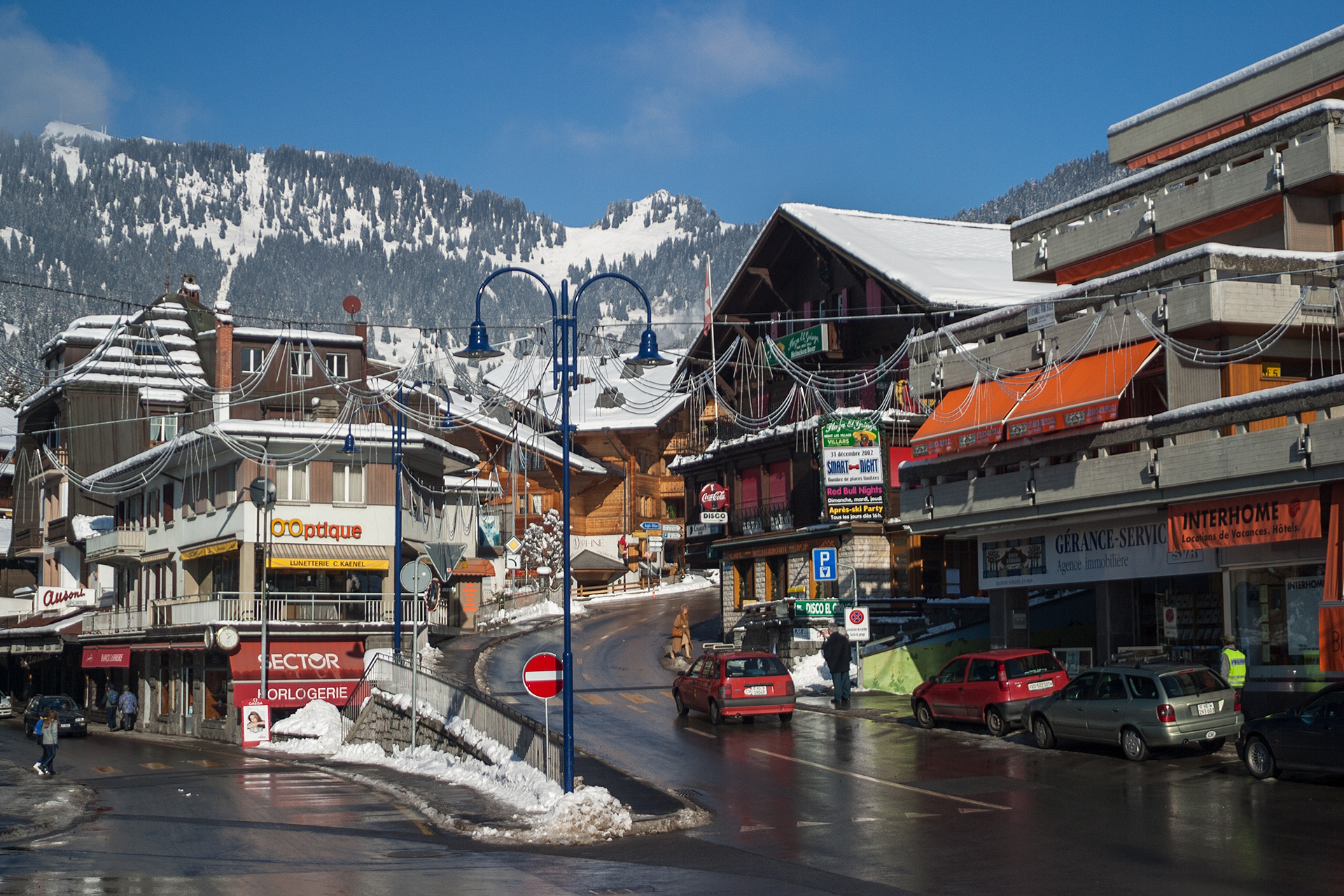
Villars-sur-Ollon - centrum